# Batalha do Boyne
A Batalha de Boyne Water ou simplesmente Batalha de Boyne ou  (em irlandês Cath na Bóinne) foi uma batalha decisiva no marco da Guerra Jacobita. O rei deposto Jaime II de Inglaterra e seus seguidores jacobitas foram derrotados pelo sobrinho e genro de Jaime, Guilherme III de Inglaterra e seus promotores.
Por convite do parlamento inglês Guilherme havia deposto o rei Jaime em 1688. Ambos os reis atuaram como comandantes de seus respectivos exércitos. A batalha teve lugar em primeiro de julho de 1690 próximo ao povoado de Drogheda na costa leste da Irlanda. Os exércitos posicionaram-se em margens opostas do rio Boyne. As forças de Guilherme III derrotaram facilmente as de Jaime.
A importância simbólica desta batalha fez com que seja um dos mais conhecidos conflitos bélicos da história da Irlanda e o Reino Unido. Hoje é parte fundamental no folclore protestante irlandês.
É comemorada ainda hoje, principalmente pela Ordem de Orange, no dia 12 de julho de cada ano (a batalha ocorreu no dia 1 de julho do calendário juliano)